# Minorita templom (Kolozsvár)
A kolozsvári minorita templom és rendház néven ismert épületegyüttes a város egyik barokk műemléke, jelenleg a román görögkatolikus egyház temploma. A romániai műemlékek jegyzékében a CJ-II-m-B-07324.01  sorszámon szerepel. A templom neve Catedrala Schimbarea la Față (az Úr színeváltozása).

## Története
A minoriták első kolozsvári temploma a jelenleg Farkas utcai református templom néven ismert épület volt. 1556-ban a szerzetesrendet elűzték a városból, és csak 1724-ben kaptak engedélyt a visszajövetelre, de akkor is csak a város falán kívülre, a Magyar utcába, a Szent Erzsébet-aggmenház helyén levő faépületbe költözhettek. 1760-ban Sándor János gvardián engedélyt kért a városi tanácstól, hogy a belvárosban vásárolt ingatlanjukon templomot és rendházat építhessenek. 1765 körül a városi tanács ismét engedélyt adott a szerzetesek beköltözésére. A templom és a mellette levő rendház építése 1778-79-ben megtörtént, de a majdnem elkészült torony – az alapozásnál elkövetett építési hibák miatt – 1779. szeptember 24-én összedőlt. A torony újjáépítését Mária Terézia finanszírozta. A terveket a Bánffy-palota építésze, Johann Eberhard Blaumann készítette. A templom tornya és fedele 1798-ban leégett, ideiglenes megoldásként deszkafedelet kapott, és csak a 19. század végén készült el az új fedél. A mennyezet freskóit Lohr Ferenc készítette 1908-ban.
Az új templom építéséhez több család tett misealapítványt. A támogatók közül a vagyonos örmény családok számos tagja temetkezett a templom sírboltjába egészen 1834-ig, amikor a kolerajárvány nyomán a város belsejébe való temetkezést megtiltották.
1924-ben XI. Piusz pápa a görögkatolikus egyháznak adta a templomot, hogy a kolozsvár-szamosújvári püspöki székhely katedrálisa legyen. 1948-ban, a görögkatolikus egyház betiltásakor a templom a román ortodox egyház használatába került.
A rendszerváltás után a görögkatolikus püspökség kérte az ortodox püspökségtől az ingatlan visszaadását. Mivel a kérést elutasították, hosszas pereskedés következett. Végül 1998. február 20-án a ploiești ítélőtábla a görögkatolikusoknak ítélte a templomot, amit március 13-án reggel a görögkatolikusok vissza is foglaltak. Március 20-án 1500 ortodox pap tartott körmenetet Kolozsvár belvárosában tiltakozva a templom görögkatolikus kézre kerülése ellen.

## Leírása
A templom 44 méter hosszú, 15 méter széles, tornya 26 méter magas. Belsejében hét barokk és empire síremlék található, többnyire a templomépítést támogató vagyonos örmény családoké.
A templom melletti rendház ablakkereteit a Haller-család és a minorita rend címere díszítik.
A templomtorony latin nyelvű felirata a torony összeomlására és újjáépítésére emlékeztet; a félkövérrel jelölt betűk a feliraton nagyobb méretükkel emelkednek ki a szövegből, és összegük a tragédia évét adja ki. Magyar fordítása: E torony gyászos [emlékű] romlással összeomlott, s a felséges Terézia kegyes adományából helyreállíttatott.